# Faroa malaissei
Faroa malaissei là một loài thực vật có hoa trong họ Long đởm. Loài này được Bamps mô tả khoa học đầu tiên năm 1982.